# 1973-as magyar tekebajnokság
Az 1973-as magyar tekebajnokság a harmincötödik magyar bajnokság volt. Ettől az évtől a párosok részére is rendeztek bajnokságot. Az egyéni bajnokságot június 23. és 24. között rendezték meg Budapesten, a BKV Előre pályáján, a párosok bajnokságát június 30. és július 1. között Budapesten, a férfiakét az RF Építők, a nőkét a MOM pályáján.

## Eredmények
| Versenyszám  | Arany                                              | Arany | Ezüst                                          | Ezüst | Bronz                                      | Bronz |
| ------------ | -------------------------------------------------- | ----- | ---------------------------------------------- | ----- | ------------------------------------------ | ----- |
| Férfi egyéni | Csányi Béla Ferencvárosi TC                        | 1914  | Németh II. Lajos Herendi Építők                | 1863  | Budai István Pécsi Gázmű                   | 1860  |
| Férfi páros  | Mohay Gábor, Boros Endre Győri Richards            | 1915  | Rákos József, Scher József BKV Előre           | 1876  | Budai István, Berta Sándor Pécsi Gázmű     | 1861  |
| Női egyéni   | Nyikus Mária Győri Lenszövő                        | 874   | Vajda Jenőné Győri Richards                    | 872   | Holczer Lászlóné Kőbányai Porcelán         | 871   |
| Női páros    | Holczer Lászlóné, Fekete Antalné Kőbányai Porcelán | 799   | Kiss Györgyné, Sallai Mátyásné Ferencvárosi TC | 799   | Vajda Jenőné, Bíró Erzsébet Győri Richards | 791   |